# Tập hợp được sắp
Tập hợp được sắp được dùng với nhiều nghĩa khác nhau trong lý thuyết sắp
- Một tập hợp X được trang bị một quan hệ nhị phân R thỏa mãn tính chất phản xạ (với mọi a thuộc tập này ta luôn có aRa), bất đối xứng (nếu aRb và bRa thì a=b) và tính chất bắc cầu (nếu aRb và bRc thì aRc) thì tập này được gọi là tập được sắp một phần (Partially ordered set).
- Nếu quan hệ R ngoài các tính chất nói trên còn thỏa thêm tính chất toàn phần (với mọi a và b trong tập, ta có aRb hoặc bRa) thì tập đó được gọi là tập được sắp toàn phần (Total order). Trong một số tài liệu, tính chất toàn phần còn được gọi là tính chất so sánh được.
- Một tập được sắp toàn phần sẽ được gọi là tập sắp tốt (Well-order) khi và chỉ khi mọi tập con không rỗng của nó có phần tử nhỏ nhất.